# メラブ・シャリカゼ
メラブ・シャリカゼ（グルジア語: მერაბ შარიქაძე、グルジア語ラテン翻字: Merab Sharikadze、1993年5月17日 - ）は、ジョージアのラグビーユニオン選手。ロシア・モスクワ出身。ラグビー・ヨーロッパ・スーパーカップのブラックライオンに所属。

## 生い立ちと初期の経歴
メラブ・シャリカゼはトビリシのクラブ「アカデミア」でラグビー競技を始めた。彼は16歳の時に、ジョージアU-18代表チームに選出された。2011年、ジョージアラグビー協会とイングランド・ハートプリー大学のパートナーシップ提携に伴い、シャリカゼは勉学と競技のためイングランドに渡りハートプリー大学RFCに参加した。彼はそこで力強いパフォーマンスを発揮し、グロスターU-19選抜チームに選出された。また同年、ジョージアU-19代表のキャプテンに指名された。その後シャリカゼはフル代表にも召集され、2012年2月21日に代表デビューを果たした。このときの年齢は18才であり、ジョージアで7番目に若い代表キャップ獲得者となった。

## プロ選手として
2013年9月、メラブ・シャリカゼはフランス・プロD2に昇格したUSブレッサンヌに加入。チームは2013–14シーズンで最下位となり、1年でフランス1部リーグ（3部相当）に降格となった。シャリカゼはプロD2のスタッド・オーリヤコワ・カンタル・オーヴェルニュと契約し、2014年夏に移籍した。国際試合では主にインサイドセンターのポジションで出場。ティア1との初対戦は2014年11月のランズダウン・ロードでのアイルランド戦であった。この試合ではタックル数22回と、ディフェンススキルを発揮した。